# Ernst Ahasverus Heinrich von Lehndorff

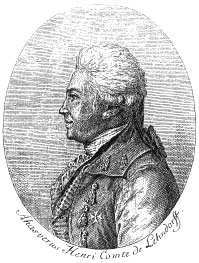
Ernst Ahasverus Heinrich von Lehndorff, ca. 1769

Ernst Ahasverus Heinrich Graf von Lehndorff (* 7. Mai 1727 in Landkeim; † 19. Mai 1811 auf Schloss Steinort) war ein preußischer Kammerherr und Landhofmeister.

## Leben

### Herkunft

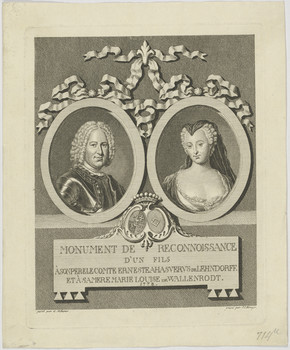
Eltern Ernst Ahasver Graf Lehndorff und Marie Louise Henriette von Wallenrodt im Zeitpunkt der Geburt (Nachstich von 1778)

Sein Vater Graf Ernst Ahasver von Lehndorff (* 4. Januar 1688; † 9. Mai 1727) starb zwei Tage nach seiner Geburt. Die Mutter, Marie Louise Henriette von Wallenrodt (* 2. Oktober 1695; † 12. Februar 1773), im Alter von 28 Jahren verwitwet und Mutter von sechs Kindern, heiratete nicht noch einmal. Sie Lebte auf dem Familiengut Steinort, das sie verwaltete. Ihren Sohn gab sie bis zu seinem sechsten Lebensjahr zu ihrer Mutter († 1736) auf deren Gut Landkeim (Ostpreußen). Als er vier Jahre alt war, erlitt er einen Unfall mit dem rechten Fuß, wovon das Bein lahm blieb. Zurückblickend sah er darin einen Grund, weshalb seine Mutter den älteren Bruder bevorzugt habe. Nach den ersten Lebensjahren bei seiner Großmutter blieb Ernst Ahasverus Heinrich bis zu seinem zwölften Lebensjahr bei seiner Mutter.
Sein Großvater war Ahasverus von Lehndorff.

### Werdegang
Mit 19 Jahren kam er nach Berlin und wurde hier zunächst Legationsrat, dann Kammerherr der Königin Elisabeth Christine von Preußen, Gemahlin Friedrichs II. von Preußen.
Fast 30 Jahre diente er am Hof – zuletzt sehr verbittert, fühlte er sich doch zu höheren Diensten fähig. 1775 verließ er den Hof und lebte auf seinem Schloss Steinort, wo er unter anderem eine enge Freundschaft zu Ignacy Krasicki, dem Fürstbischof von Ermland, pflegte. Der Franzose Dieudonné Thiébault charakterisiert den Reichsgrafen wie folgt: „Lendorf war übrigens ein so entsetzlicher Complimentenmacher, daß er den Spottnamen: 'Grand confiturier de la Cour' erhielt.“
Bekannt wurden seine „Aufzeichnungen“ als Kammerherr der Königin Elisabeth Christine, ursprünglich in französischer Sprache, in denen er die Ereignisse am Königshof schilderte und bissig kommentierte. Er beschrieb detailliert in 18 Folianten das Hofleben im Rokokoschloss Schönhausen im heutigen Pankower Ortsteil Niederschönhausen, der von Friedrich II. seiner Gemahlin zugewiesenen Sommerresidenz. Hier lebte sie die längste Zeit ihres Lebens und überlebte ihren Gatten um elf Jahre. 
Die Originale der Tagebücher, soweit erhalten, befinden sich heute im Sächsischen Staatsarchiv. Im 20. Jahrhundert erschienen verschiedene Ausgaben der Tagebücher im Druck.

### Familie
Am 7. Februar 1759 heiratete Lehndorff die 17-jährige Marie von Haeseler, Tochter des bereits verstorbenen Gottlieb von Haeseler, Unternehmer und königlich-preußischer Regierungs- und Geheimer Rat. Im Januar 1760 bekommt das Paar einen Sohn, der jedoch nur wenige Wochen lebt. In seinem Tagebuch berichtet Lehndorff unter dem Datum Mai 1765 dann von einem weiteren Schicksalsschlag. Innerhalb weniger Wochen sterben seine beiden anderen Kinder an „Husten und Krämpfen“. Nachdem seine erste Ehefrau am 23. Juli 1766 verstorben war, heiratete er am 25. September 1769 in Stonsdorf in Niederschlesien Amalie Karoline Gräfin von Schmettau (* 9. April 1751; † 12. September 1830). Das Paar hatte folgende Kinder:
- Karl Friedrich Ludwig Christian (1770–1854) ⚭ 26. August 1823 Pauline Sophie Gräfin von Schlippenbach (1805–1871)
- Wilhelm (1774–1774)
- Pauline (* 21. Juni 1776; † 2. Mai 1813) ⚭ Steinort 17. November 1796 August Graf von Dönhoff (* 22. Mai 1763; † 7. Mai 1838), preußischer Oberst, Oberhofmarschall, Landhofmeister und Ritter des Ordens Pour le Mérite[9]
- Heinrich August (* 28. Juli 1777; † 1. Mai 1835)